# Inna Suslina
Inna Evgenevna Suslina (Tashkent, 5 de janeiro de 1979) é uma handebolista profissional russa, medalhista olímpica.
Irina Poltoratskaya fez parte do elenco medalha de prata, de Pequim 2008.